# Барретт, Ар Джей
Ро́уэн Алекса́ндр «Ар Джей» Ба́рретт младший (англ. Rowan Alexander "R. J." Barrett Jr; род. 14 июня 2000, Торонто) — канадский баскетболист, выступающий за клуб НБА «Торонто Рэпторс». На студенческом уровне играл за «Дьюк Блю Девилз». Выбран на драфте НБА 2019 года под общим 3-м номером командой «Нью-Йорк Никс».

## Ранние годы
Барретт родился в Торонто, Онтарио, в семье Кеши Духани и бывшего профессионального баскетболиста Роуэна Барретта. В раннем детстве он заинтересовался баскетболом и играл с маленьким кольцом в своей игровой комнате во Франции, где его отец в то время профессионально занимался баскетболом. В сезоне 2005/06 он начал играть в баскетбол в молодежной команде JDA Dijon Basket. Живя во Франции, Барретт посещал французскую школу, но английский язык ему преподавала мать. В связи с карьерой отца он жил в нескольких странах и после игр и тренировок посещал баскетбольные уличные площадки. Кроме того, Барретт играл в баскетбол с игроками своего возраста в клубах, в которых состоял его отец.
Его семья поселилась в Миссиссоге, Онтарио, в 2008 году, когда его отец ушел из профессионального баскетбола. В детстве он также занимался футболом, спринтерским бегом на 100 метров и прыжками в высоту. В возрасте 12 лет, после того как Барретт потерпел неудачу в баскетбольном матче и вернулся домой в слезах, он начал заниматься баскетболом вместо футбола, чтобы не пропускать турниры. В этом возрасте он сказал своему отцу, что хочет стать звездой НБА и попасть в Зал славы баскетбола. Иногда он тренировался со Стивом Нэшем, своим крестным отцом и другом отца.
Под руководством своего отца Барретт стал одним из лучших игроков Онтарио в возрасте до 12 лет. Он учился в школе Horizon Jeunesse в Кларксоне, Миссиссога, и привел свою школьную команду к титулу чемпиона города среди французских начальных школ Миссиссоги, где он был назван самым ценным игроком (MVP), несмотря на то, что ему противостояли более взрослые соперники. Барретт также выступал за программу Региональной академии элитного развития (REDA) в возрасте до 12 лет на соревнованиях Любительского атлетического союза (AAU), в которых ему противостояли многие команды из США. В 12 лет он был признан Баскетбольной ассоциацией Онтарио одним из лучших игроков в своей возрастной группе, после чего стал тренироваться в юниорской академии Canada Basketball, через которую выступал за сборную провинции Онтарио. К 15 годам Барретт обычно играл на позиции разыгрывающего. 3 августа 2014 года он набрал 37 очков и сделал семь подборов в победе над Квебеком со счетом 93-53 на провинциальном турнире среди юношей до 15 лет. В седьмом и восьмом классах Барретт посещал школу École Secondaire Jeunes Sans Frontières, школу французского языка в Брамптоне.

## Студенческая карьера
6 ноября 2018 года дебютировал за команду Университета Дьюка «Дьюк Блю Девилз», набрав 33 очка и отдав 6 передач в матче против «Кентукки Уайлдкэтс», что является абсолютным рекордом для игроков, проводивших свой дебют за «Дьюк». 5 декабря того же года оформил свой первый дабл-дабл, набрав 27 очков и сделав 15 подборов в матче против «Хартфорд Хокс». В новом году, а именно 12 января снова преодолел отметку в 30 очков в победном матче против «Флорида Стэйт Семинолз» (80-78). 17 февраля Барретт набрал 23 очка, сделал 11 подборов и отдал 10 передач в матче против «Северная Каролина Тар Хилз». Это был лишь четвёртый раз в истории команды, когда игрок оформлял трипл-дабл. По итогам сезона был выбран в 1-ю сборную звёзд Конференции ACC и в 1-ю всеамериканскую сборную NCAA вместе со своим партнёром по команде и лучшим другом Зайоном Уильямсоном. В своём дебютном сезоне за университет в среднем набирал 22,6 очка, делал 7,6 подборов и отдавал 4,3 передачи.
После вылета «Дьюка» из Мартовского безумия объявил о своём намерении выставить свою кандидатуру на Драфт НБА 2019 года, где ожидается, что он будет выбран в одном из первый трёх пиков наряду с Зайоном Уильямсоном и Джа Морантом.

## Профессиональная карьера

### Нью-Йорк Никс (2019—2023)

#### Сезон 2019/20
20 июня 2019 года «Нью-Йорк Никс» задрафтовали Барретта под третьим общим номером на драфте НБА 2019 года с прозвищем «Кленовая мамба» из-за его игрового сходства с Коби Брайантом. 3 июля Барретт официально подписал контракт с «Никс». 23 октября 2019 года Барретт дебютировал в НБА, начав сезон с поражения от «Сан-Антонио Сперс» со счётом 111-120, набрав 21 очко, пять подборов, две передачи и два перехвата. 17 декабря Барретт набрал максимальные в карьере 27 очков, сделал шесть подборов, передачу и перехват в победе над «Атлантой Хокс» со счетом 143-120. 16 января 2020 года Барретт получил растяжение лодыжки в игре против «Финикс Санз». 2 марта Барретт набрал максимальные в карьере 27 очков, попав ключевой лэй-ап в клатче. Он также сделал пять подборов, пять передач и один перехват в победе над «Хьюстон Рокетс» со счетом 125-123.
Барретт закончил свой дебютный сезон, набирая в среднем 14,3 очка, 5,0 подбора, 2,6 передачи и 1,0 перехвата за 30,4 минуты. Он принял участие в 56 матчах, выйдя в старте в 55. После досрочного завершения регулярного сезона он не попал в Сборную новичков НБА.

#### Сезон 2020/21
21 декабря 2020 года «Никс» объявили о том, что активировали командную опцию на третий год контракта с Барреттом. 21 января Барретт набрал максимальные в карьере 28 очков, а также пять передач и два подбора в матче 119-104 над «Голден Стэйт Уорриорз».  13 марта Барретт набрал 32 очка, пять подборов и три передачи в матче 119-97 против «Оклахома-Сити Тандер». Во второй год Барретт добился значительных успехов, набирая 17,6 очка за игру, 5,8 подбора и 3,0 передачи. Барретт также значительно улучшил точность бросков, закончив сезон с 40,1 % попаданий с трехочковой линии и 74,6% с линии штрафных бросков. Барретт принял участие во всех 72 матчах сезона, который был сокращен из-за пандемии COVID-19, играя по 34,9 минуты за игру. Впервые за восемь лет «Никс» попали в плей-офф, получив преимущество домашней площадки в первом раунде. В итоге в первом раунде «Никс» уступили «Атланте Хокс» со счетом 1:4.

#### Сезон 2021/22
6 января 2022 года Барретт набрал 13 очков, сделал шесть передач и завершил вечер победным трехочковым броском, подарив «Никс» победу над «Бостон Селтикс» со счетом 108-105. 10 января в игре против «Сан-Антонио Сперс» он набрал 31 очко, а 12 января в игре против «Даллас Маверикс». Барретт набрал 32 очка, установив рекорд франшизы, став самым молодым игроком «Никс», набравшим в двух матчах подряд не менее 30 очков в 21 год. Он также стал восьмым игроком НБА, набравшим 2000 очков, 500 подборов и 300 передач к этому возрасту, присоединившись к Кевину Гарнетту, Коби Брайанту, Трейси Макгрэди, Леброну Джеймсу, Кармело Энтони, Кевину Дюранту и Луке Дончичу. 6 февраля он набрал максимальные в карьере 36 очков, а также восемь подборов и пять передач в овертайме в матче с «Лос-Анджелес Лейкерс». 25 февраля Барретт набрал максимальные в карьере 46 очков в матче против «Майами Хит» (115:100). Он стал 7-м игроком в истории НБА, набравшим 3400+ очков, 1100+ подборов и 550+ передач до достижения 22 лет, присоединившись к Кевину Гарнетту, Трейси Макгрэди, Кармело Энтони, Леброну Джеймсу, Кевину Дюранту и Луке Дончичу. Он также стал самым молодым игроком «Никс», набирающим в среднем 20 очков за игру в течение сезона в 21 год.

#### Сезон 2022/23
1 сентября 2022 года Барретт переподписал контракт с «Никс» на четыре года с суммой 120 млн долларов.Он стал первым игроком, согласившимся на многолетнее продление контракта с «Никс» после контракта новичка, помимо Чарли Уорда в 1999 году.

### Торонто Рэпторс (2023—настоящее время)
30 декабря 2023 года «Никс» обменяли Барретта, а также Иммануэля Куикли и выбор второго раунда драфта 2024 года в «Торонто Рэпторс» в обмен на Оу Джи Ануноби, Прешеса Ачиуву и Малакая Флинна. В своей первой игре в составе «Рэпторс» 1 января 2024 года Барретт набрал 19 очков и девять подборов при 50-процентной точности с игры в матче против «Кливленд Кавальерс» со счетом 124:121. Зак Лоу из ESPN сообщил, что некоторые инсайдеры НБА назвали контракт Барретта «токсичным активом» после сделки. 7 января 2024 года Барретт набрал максимальные в сезоне 37 очков при 13 из 20 попаданий, а также 6 подборов и 6 передач в победе над «Голден Стэйт Уорриорз» со счетом 133-118.
1 ноября 2024 года Барретт набрал максимальные в сезоне 33 очка и сделал максимальные в карьере 12 передач в матче против «Лос-Анджелес Лейкерс» (125:131). 16 ноября Барретт сделал свой первый в карьере трипл-дабл из 25 очков, 10 подборов и максимальных в карьере 15 передач в матче против «Бостон Селтикс» (126:123). 19 ноября Ар Джей Барретт в матче против «Индианы Пейсерс» набрал 39 очков, 9 подборов и 5 передач.

## Национальная сборная
Барретт выиграл золотую медаль вместе с Юношеской (U19) сборной Канады на чемпионат мира по баскетболу среди юношей 2017, став самым ценным игроком турнира, набирая в среднем 21,6 очка за матч. Также играл за сборные до 16 и до 17 лет.
В июне 2018 года дебютировал в составе взрослой сборной Канады в игре против Китая.
24 мая 2022 года Барретт согласился три года выступать за взрослую сборную Канады.
3 сентября они вышли в четвертьфинал Кубка мира ФИБА по баскетболу 2023 года, обеспечив себе место на летних Олимпийских играх 2024 года. Барретт в итоге оформил победу трехочковым броском и выиграл бронзовую медаль у США в матче за третье место. Барретт обошел своих товарищей по команде «Никс» Джейлена Брансона и Джоша Харта, набрав 23 очка при 50 % попадании с игры. Трио из Баррета, Диллона Брукса (39 очков) и Шая Гилджеса-Александера (31 очко) набрало 93 очка. Это была первая медаль Канады на Кубке мира и первая медаль на крупном мировом турнире со времен летних Олимпийских игр 1936 года.
Барретт был включен в состав сборной Канады на летние Олимпийские игры 2024 года в Париже.

## Достижения

### Сборная Канады
- Бронзовый призёр чемпионата мира: 2023

## Статистика

### Статистика в НБА
| Сезон                                                                                    | Команда  | Регулярный сезон | Регулярный сезон | Регулярный сезон | Регулярный сезон | Регулярный сезон | Регулярный сезон | Регулярный сезон | Регулярный сезон | Регулярный сезон | Регулярный сезон | Регулярный сезон | Серия плей-офф | Серия плей-офф | Серия плей-офф | Серия плей-офф | Серия плей-офф | Серия плей-офф | Серия плей-офф | Серия плей-офф | Серия плей-офф | Серия плей-офф | Серия плей-офф |
| Сезон                                                                                    | Команда  | GP               | GS               | MPG              | FG%              | 3P%              | FT%              | RPG              | APG              | SPG              | BPG              | PPG              | GP             | GS             | MPG            | FG%            | 3P%            | FT%            | RPG            | APG            | SPG            | BPG            | PPG            |
| ---------------------------------------------------------------------------------------- | -------- | ---------------- | ---------------- | ---------------- | ---------------- | ---------------- | ---------------- | ---------------- | ---------------- | ---------------- | ---------------- | ---------------- | -------------- | -------------- | -------------- | -------------- | -------------- | -------------- | -------------- | -------------- | -------------- | -------------- | -------------- |
| 2019/20                                                                                  | Нью-Йорк | 56               | 55               | 30,4             | 40,2             | 32,0             | 61,4             | 5,0              | 2,6              | 1,0              | 0,3              | 14,3             | Не участвовал  | Не участвовал  | Не участвовал  | Не участвовал  | Не участвовал  | Не участвовал  | Не участвовал  | Не участвовал  | Не участвовал  | Не участвовал  | Не участвовал  |
| 2020/21                                                                                  | Нью-Йорк | 72               | 72               | 34,9             | 44,1             | 40,1             | 74,6             | 5,8              | 3,0              | 0,7              | 0,3              | 17,6             | 5              | 5              | 32,4           | 38,8           | 28,6           | 80,0           | 7,2            | 3,0            | 0,8            | 0,4            | 14,4           |
| 2021/22                                                                                  | Нью-Йорк | 70               | 70               | 34,5             | 40,8             | 34,2             | 71,4             | 5,8              | 3,0              | 0,6              | 0,2              | 20,0             | Не участвовал  | Не участвовал  | Не участвовал  | Не участвовал  | Не участвовал  | Не участвовал  | Не участвовал  | Не участвовал  | Не участвовал  | Не участвовал  | Не участвовал  |
| 2022/23                                                                                  | Нью-Йорк | 73               | 73               | 33,9             | 43,4             | 31,0             | 74,0             | 5,0              | 2,8              | 0,4              | 0,2              | 19,6             | 11             | 11             | 34,3           | 43,3           | 32,8           | 76,9           | 4,5            | 2,8            | 0,8            | 0,2            | 19,3           |
| 2023/24                                                                                  | Нью-Йорк | 26               | 26               | 29,5             | 42,3             | 33,1             | 83,1             | 4,3              | 2,4              | 0,5              | 0,3              | 18,2             | Не участвовал  | Не участвовал  | Не участвовал  | Не участвовал  | Не участвовал  | Не участвовал  | Не участвовал  | Не участвовал  | Не участвовал  | Не участвовал  | Не участвовал  |
| 2023/24                                                                                  | Торонто  | 32               | 32               | 33,5             | 55,3             | 39,2             | 62,9             | 6,4              | 4,1              | 0,6              | 0,4              | 21,8             | Не участвовал  | Не участвовал  | Не участвовал  | Не участвовал  | Не участвовал  | Не участвовал  | Не участвовал  | Не участвовал  | Не участвовал  | Не участвовал  | Не участвовал  |
| 2024/25                                                                                  | Торонто  | 58               | 58               | 32,2             | 46,8             | 35,0             | 63,0             | 6,3              | 5,4              | 0,8              | 0,3              | 21,1             | Не участвовал  | Не участвовал  | Не участвовал  | Не участвовал  | Не участвовал  | Не участвовал  | Не участвовал  | Не участвовал  | Не участвовал  | Не участвовал  | Не участвовал  |
|                                                                                          | Всего    | 387              | 386              | 33,1             | 44,1             | 34,6             | 69,7             | 5,6              | 3,3              | 0,7              | 0,3              | 18,8             | 16             | 16             | 33,7           | 42,0           | 31,5           | 77,5           | 5,3            | 2,9            | 0,8            | 0,3            | 17,8           |
| Наведите курсор мыши на аббревиатуры в заголовке таблицы, чтобы прочесть их расшифровку. |          |                  |                  |                  |                  |                  |                  |                  |                  |                  |                  |                  |                |                |                |                |                |                |                |                |                |                |                |

### Статистика в NCAA
| Сезон | Команда | Conf  | Class | GP | GS | MPG  | FG%  | 3P%  | FT%  | RPG | APG | SPG | BPG | PPG  |
| --- | ------- | ----- | ----- | -- | -- | ---- | ---- | ---- | ---- | --- | --- | --- | --- | ---- |
| 2018/19 | Дьюк    | ACC   | FR    | 38 | 38 | 35,3 | 45,4 | 30,8 | 66,5 | 7,6 | 4,3 | 0,9 | 0,4 | 22,6 |
| Всего | Всего   | Всего | Всего | 38 | 38 | 35,3 | 45,4 | 30,8 | 66,5 | 7,6 | 4,3 | 0,9 | 0,4 | 22,6 |
| Наведите курсор мыши на аббревиатуры в заголовке таблицы, чтобы прочесть их расшифровку Статистика приведена с сайта sports-reference.com |         |       |       |    |    |      |      |      |      |     |     |     |     |      |